# 세르지우 (영화)
세르지우(Sergio)는 미국에서 제작된 그렉 바커 감독의 2020년 드라마 영화이다. 와그너 모라 등이 주연으로 출연하였고 와그너 모라 등이 제작에 참여하였다.
이 영화는 2020년 1월 28일 선댄스 영화제에서 전 세계 초연되었다. 2020년 4월 17일 넷플릭스를 통해 개봉하였다.

## 출연

### 주연
- 와그너 모라
- 아나 디 아르마스

### 조연
- 브라이언 F. 오바이런
- 가렛 딜라헌트
- 클레멘스 쉭크
- 제이슨 안소니

## 제작진
- 사운드슈퍼바이저: 카렌 베이커 랜더스
- 미술: 조니 브리드
- 세트: 모니카 몬세라테
- 의상: 조 카사라스
- 보조출연: 칼라 훌